# Elche
Elche (phát âm tiếng Tây Ban Nha: [eltʃe]) hoặc ELX (Valencia: [ɛʎtʃ]) là một thành phố nằm trong comarca Baix Vinalopó, trong tỉnh Alicante thuộc Cộng đồng Valencia, Tây Ban Nha. Theo điều tra dân số năm 2008, Elche có dân số của một số 228.300 người, là thành phố đông dân thứ ba trong cộng đồng Valencia (sau Valencia và Alicante) và là thành phố lớn thứ 20 ở Tây Ban Nha.
Một phần của thành phố ven biển nhưng thành phố chính có khoảng cách 11 km so với bờ Địa Trung Hải. Một con lạch nhỏ gọi là Vinalopó chảy qua sự phân tách thành phố này thành phần.

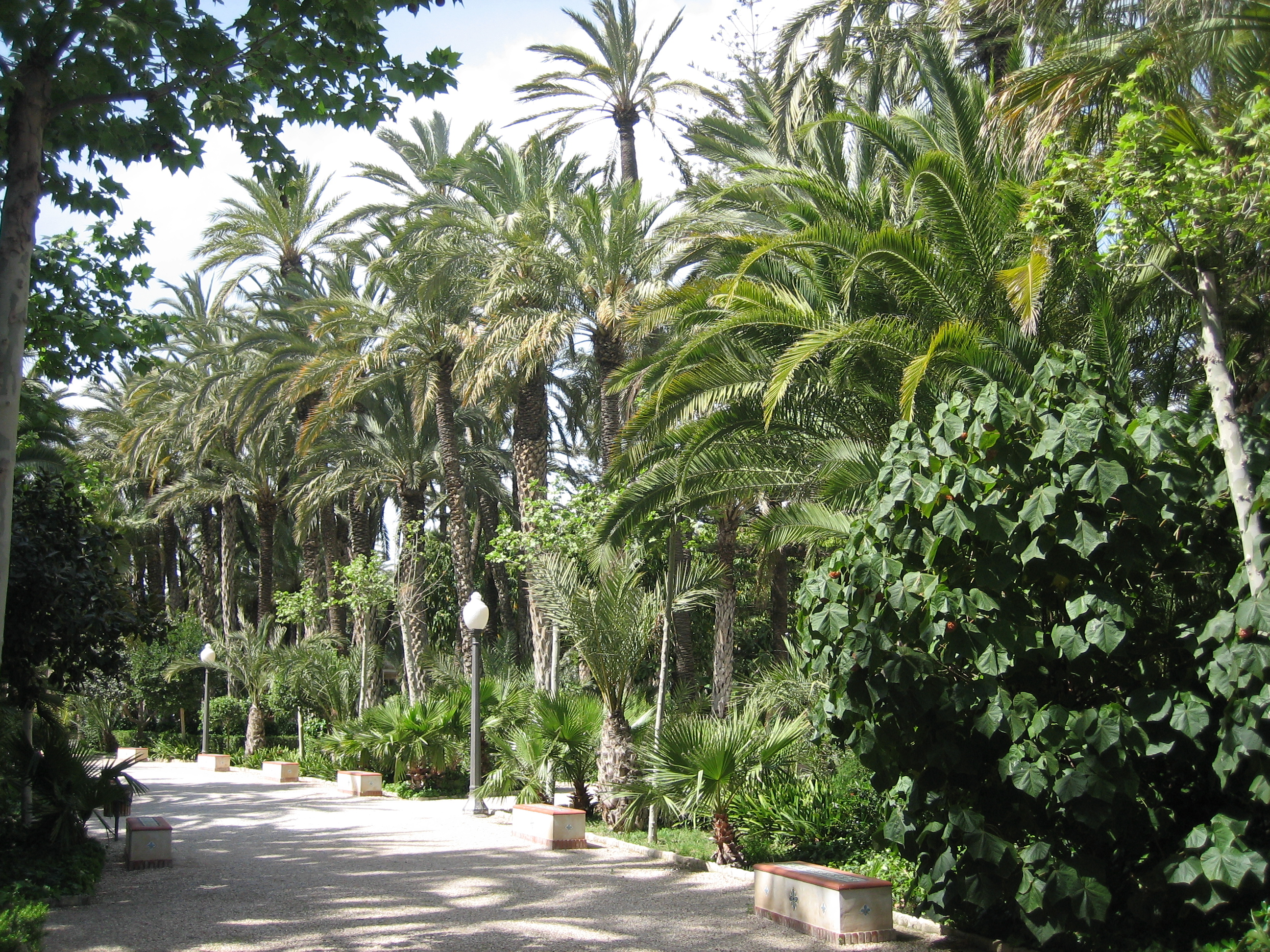
rừng cọ tại Palmeral của Elche
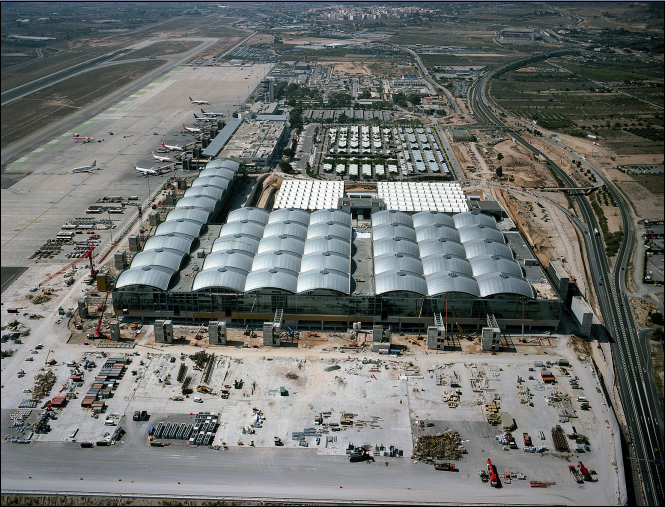
Sân bay Alicante